# Le Président des riches
Le Président des riches. Enquête sur l'oligarchie dans la France de Nicolas Sarkozy est un essai écrit par les sociologues français Monique Pinçon-Charlot et Michel Pinçon et publié en 2010. C'est une enquête sociologique portant sur les relations entre Nicolas Sarkozy, président de la République depuis trois ans au moment de la parution du livre, et les catégories sociales les plus riches du pays. Très critique envers la politique de Nicolas Sarkozy, le livre se propose de mettre en évidence les procédés par lesquels ce président servait les intérêts des plus riches au détriment de l'intérêt général.

## Résumé
Le livre se compose de neuf chapitres encadrés par une introduction et une conclusion. L'introduction expose les circontances de l'écriture du livre et la méthode employée. 
Le chapitre 1, « Le Fouquet's : les amis du CAC 40 au cœur de la fête », prend comme point de départ le dîner de célébration donné le 6 mai 2007 par Nicolas Sarkozy le soir de son élection à la présidence de la République au restaurant Le Fouquet's, un restaurant parisien luxueux ; les invités présents et leurs liens avec le président fraîchement élu sont analysés ainsi que les relations entre les milieux des affaires et les milieux politiques. 
Le chapitre 2, « Les riches, premiers servis », s'intéresse aux cadeaux fiscaux faits par Sarkozy aux plus riches durant son début de mandat. 
Le chapitre 3, « Une oligarchie au pouvoir », montre les mécanismes aboutissant à une collusion entre des élites de plusieurs types, notamment entre le patronat et les milieux politiques. Il conclut à l'existence en France d'une oligarchie des riches entendus comme une classe sociale au sens marxiste du terme, à savoir un ensemble de personnes conscients de leurs intérêts communs et prêts à tout pour les défendre. 
Le chapitre 4, « Un président attentionné », montre les cadeaux, attentions et services variés rendus par le président Sarkozy à ses amis, par la remise de décorations prestigieuses comme la Légion d'honneur, par des nominations à des postes importants ou par des secours portés à des amis ou connaissances mêlés à des procès comme l'affaire Tapie. 
Le chapitre 5, « La guerre psychologique : le rôle des médias dans la soumission librement consentie », enquête sur l'utilisation par le président Sarkozy des médias pour asseoir son influence sur la population et changer une domination économique en une domination symbolique.
Le chapitre 6, « Nicolas Sarkozy, avocat d'affaires », se place sur le terrain du droit et montre l'utilisation dévoyée qu'en a fait Nicolas Sarkozy afin de servir ses intérêts politiques.
Le chapitre 7, « État, famille, couple : le mélange des genres », s'intéresse au brouillage des frontières entre les relations hiérarchiques et les relations familiales. Il se termine par une analyse de la tentative de nomination par Nicolas Sarkozy de son fils Jean Sarkozy à la tête de l'Établissement public pour l'aménagement de la région de la Défense (EPAD).
Le chapitre 8, « Interlude : promenade en Sarkozie », approfondit les liens de longue date entre Nicolas Sarkozy, le quartier de la Défense et Neuilly-sur-Seine.
Le chapitre 9, « Les mots pour ne pas le dire », analyse pour finir le langage politique de Nicolas Sarkozy en termes de fausses croisades dont les effets d'annonce dissimulent des actions réelles contraires à ses affirmations.
La conclusion, « Que faire ? », propose plusieurs buts et moyens d'action pour mettre fin à l'oligarchie économique et financière que servait la politique du début du mandat de Nicolas Sarkozy.
L'ouvrage se termine par une bibliographie.

## Histoire éditoriale
Le livre paraît en 2010 aux éditions La Découverte. Il est réédité en 2011 dans une édition de poche augmentée d'une postface, « Un Tour de France avec le président des riches », qui commente la suite du mandat de Nicolas Sarkozy au cours de l'année 2010-2011 et revient sur le succès remporté par la première édition du livre. Cette réédition en poche fait l'objet d'un tirage initial à 25 000 exemplaires.

## Accueil

### Critiques de presse
Dans le quotidien généraliste Le Monde, Franck Johannès voit dans Le Président des riches « un livre de combat » dressant « un inventaire minutieux et argumenté ». Dans la rubrique culturelle du site de la chaîne de télévision France 2, Anne Brigaudeau (qui chronique le livre en le rapprochant de l'ouvrage du journaliste Aymeric Mantoux Voyage au pays des ultra-riches) évoque une « liste accablante » des cadeaux faits par Nicolas Sarkozy aux plus riches et conclut : « On peut ne pas partager les solutions des Pinçon (qui prônent le vote obligatoire pour rendre le scrutin réellement démocratique, les plus défavorisés s'abstenant largement). Mais il est difficile de ne pas tomber d'accord sur leur diagnostic, cruellement éclairé par l'affaire Bettencourt :  le mélange des genres entre pouvoir et puissances d'argent sert une oligarchie au pouvoir, à la force de frappe inversement proportionnelle à son nombre. » Dans l'hebdomadaire culturel Télérama, Michel Abescat apprécie dans Le Président des riches une « enquête minutieuse » rédigée en « évitant tout jargon » pour dresser « un portrait inquiétant de notre démocratie ».

### Accueil auprès des sociologues
Dans la revue sociologique Lectures, Jean-François Blanchard livre un compte-rendu globalement convaincu par la qualité de l'enquête, qu'il considère comme « un ouvrage d'un réel intérêt pour son contenu documentaire, qui parfois laisse le lecteur pantois », en dépit de réserves sur « l'analyse marxiste qui prévaut » et qui serait selon lui à « mettre en débat ». Il estime cependant que l'ouvrage « pose pertinemment la question de la place du politique et renvoie inévitablement aux fondamentaux tels que la séparation des pouvoirs, l'indépendance des juges, la participation des citoyens au suffrage, la vertu des gouvernants ».

### Ventes et accueil public
Le Président des riches est un succès en librairies. Sur un bandeau apposé sur la réédition du livre en 2011, l'éditeur affirme avoir vendu plus de 100 000 exemplaires de la première édition en moins d'un an. Les auteurs du livre disent avoir été très surpris par ce succès : Michel Pinçon déclarait en 2011 : « c'est exceptionnel pour un livre d'essai pas particulièrement affriolant, un peu ardu, avec de l'économie, de la fiscalité du droit ». Au cours des dédicaces et rencontres organisées pour accompagner la sortie du livre, les auteurs sont surpris par la forte affluence des lecteurs, nettement plus nombreux que prévu et qui n'étaient « pas les militants habituels ».